# Бахметьєв Володимир Матвійович
Володи́мир Матві́йович Бахме́тьєв (* 2 (14) серпня 1885, Землянськ Воронезької губернії — † 16 жовтня 1963, Москва) — російський радянський письменник.

## Біографія
Володимир Бахметьєв народився 2 серпня (14 серпня за новим стилем) 1885 року в повітовому місті Землянськ Воронезької губернії (нині Воронезької області) в сім'ї чиновника. До 1905 року юнак свій літературний талант ніяк не проявляв і, закінчивши повітове училище, працював переписувачем у міській управі. Саме тоді в Землянську стала виходити газета «Красный лапоть», в якій Володимир опублікував свої перші вірші, оповідання та повісті, присвячені життю селянства. Тоді ж його захопила революційна робота, за яку 1908 року його заарештували та вислали в Барнаул. Звідти письменник переїхав у Новоніколаєвськ, де 1909 року вступив у ряди РСДРП.
Від 1914 року Бахметьєв жив і працював у Томську, де доля звела його з письменником В'ячеславом Шишковим. 1915 року літератора знову заарештували за антивоєнну пропаганду. Після революції Володимир Бахметьєв займався організацією народної освіти. 1921 року він переїхав у Москву.

## Творчість
Друкувався з 1910 року. Зображував важке життя сибірського селянства, процес пробудження революційної свідомості народу.
1923 року вступив до літературної групи «Кузня» («Кузница»). У цей період він писав оповідання, в яких переважали теми героїзму («Одна ніч», «Залізна трава») та жіночої долі («Мати», «Помилка», «Її перемога»). 
Перша збірка «На землі» («На земле», 1924).
Творчість Бахметьєва не вписалася в жодну з течій сучасного йому мистецтва. Мало того, вона вступила у суперечність з ними. У своїх літературно-критичних статтях письменник виступав проти нових напрямків у літературі, зокрема, проти символізму. Його твори мали цілком реалістичний характер. Для письменника характерні знання життя, спостережливість, відчуття мови.
Значний твір — роман «Злочин Мартина» («Преступление Мартына», 1928) про громадянську війну. Гострота поставлених у ньому проблем пролетарської моралі викликала дискусію в пресі. В романі Бахметьєв досліджує причини, що спонукали головного героя в найвідповідальніший момент покинути довірений йому ешелон із біженцями та партійною касою.
Відома також повість «Її перемога» («Её победа», 1931).
Громадянській війні в Сибіру присвячено роман «Наступ» («Наступление», 1933—1940). Перероблене видання побачило світ 1957 року під назвою «Біля порогу» («У порога»).
Після війни, залишаючись у руслі реалізму, письменник опублікував низку оповідань, темою яких став героїзм радянських солдат на полі бою. 

## Нагороди
Нагороджено орденом Леніна, двома іншими орденами, медалями.

## Вшанування пам'яті
У Воронежі на честь Бахметьєва названо одну з вулиць міста.

### Переклади українською мовою
- Біля мосту. Залізна трава. — Харків, 1927.